# حواصیل سبز
حواصیل سبز (نام علمی: Butorides virescens) نام یک گونه از تیره حواصیلیان است.

## نگارخانه

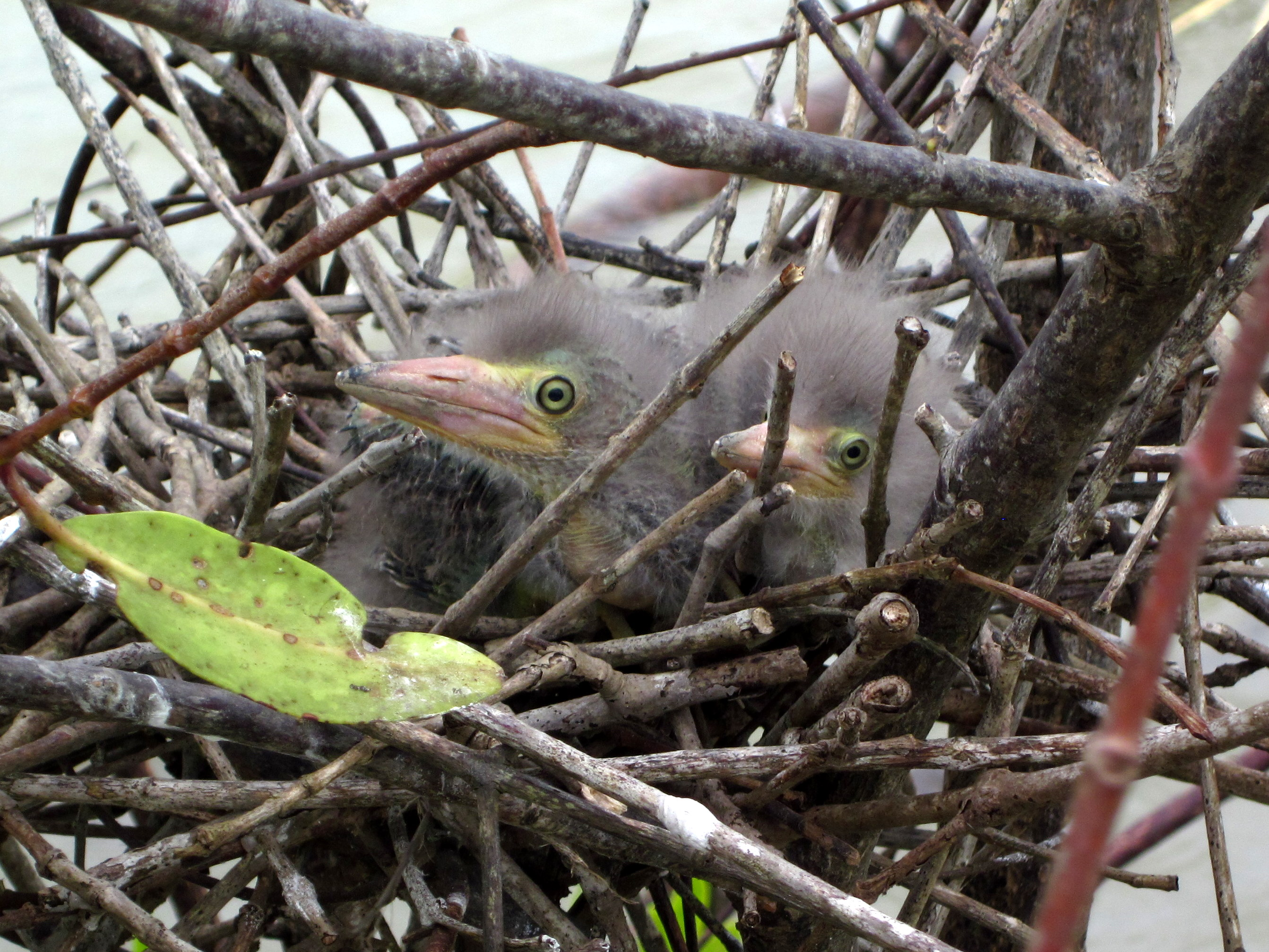
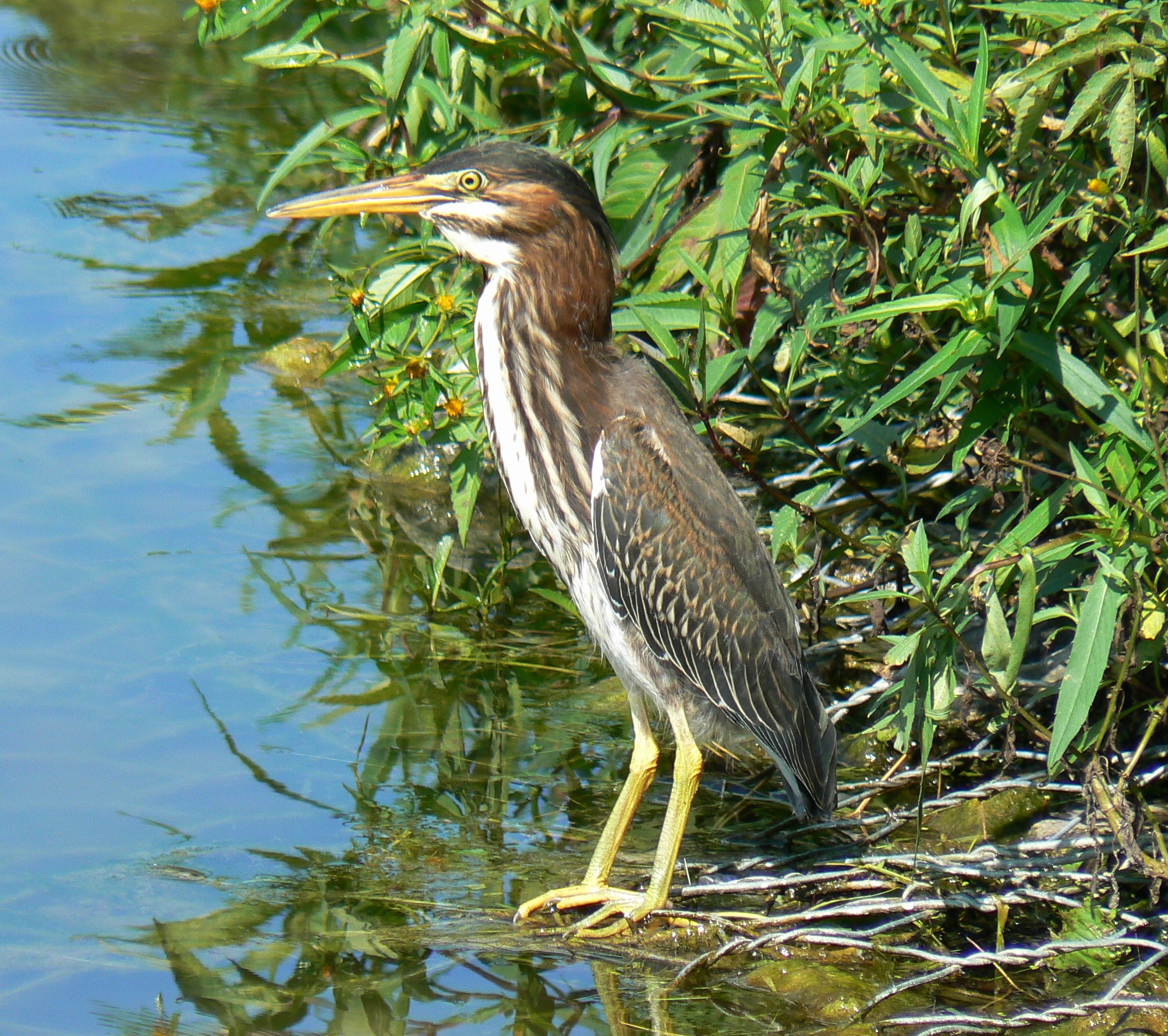
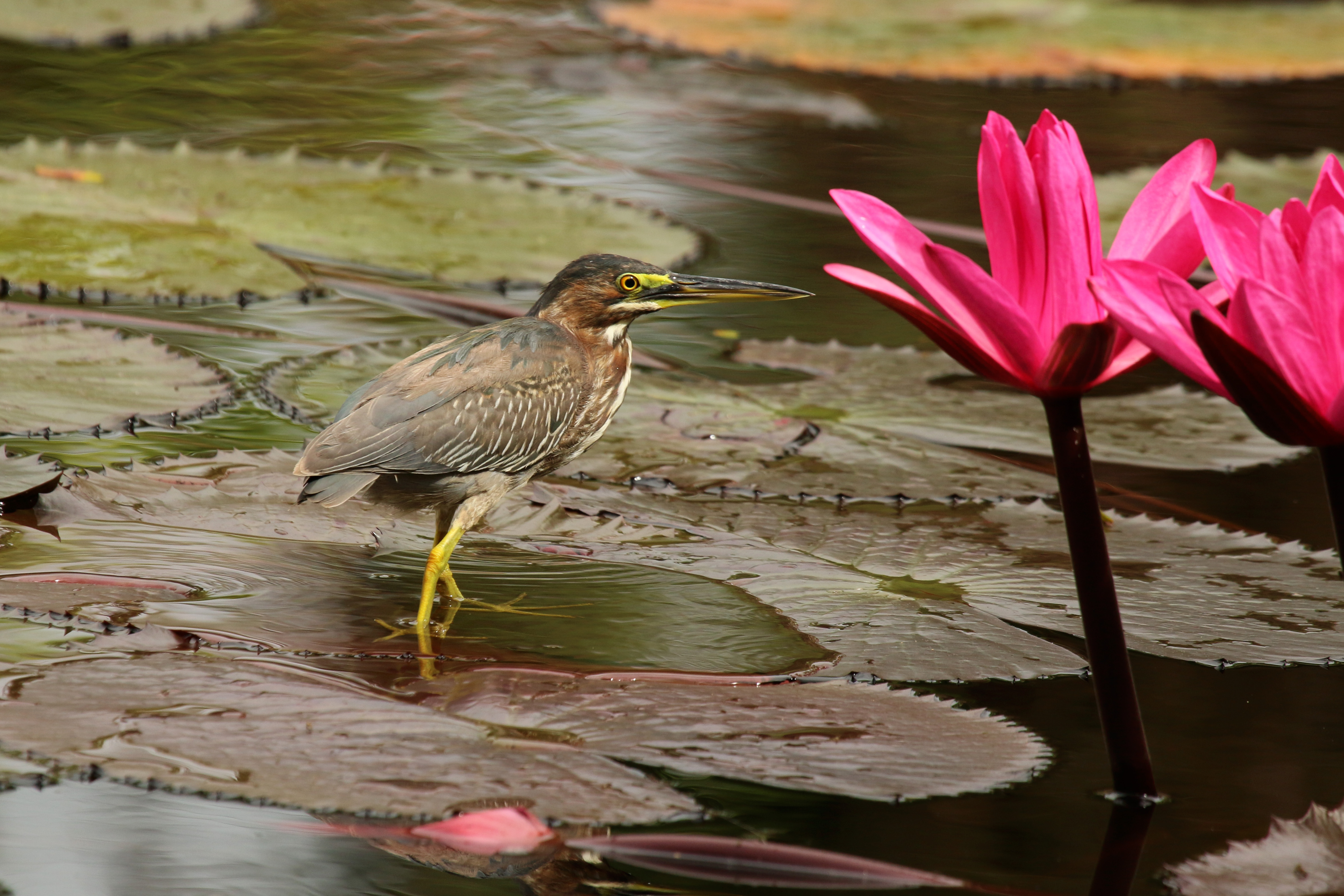